# Haluzia, Manevîci
Haluzia (în ucraineană Галузія) este o comună în raionul Manevîci, regiunea Volînia, Ucraina, formată numai din satul de reședință.

## Demografie
Componența lingvistică a satului Haluzia
     Ucraineană (100%)
Conform recensământului din 2001, toată populația satului Haluzia era vorbitoare de ucraineană (100%).